# Guillaume (cráter)
Guillaume es un cráter de impacto lunar situado en hemisferio norte y en la cara oculta de la Luna. Se encuentra justo al sureste del cráter Perkin, ligeramente mayor. Se trata de una formación desgastada y erosionada, con características que se han suavizado y redondeado con el tiempo. Un grupo de pequeños cráteres cubre la mayor parte del borde noreste. Varios cráteres pequeños se encuentran en el borde sur y oeste. El interior cóncavo no tiene apenas rasgos distintivos, con solo unos pequeños cráteres que marcan la superficie.
|  |

## Cráteres satélite
Por convención estos elementos son identificados en los mapas lunares poniendo la letra en el lado del punto medio del cráter que está más cerca de Guillaume.
|           | \| Guillaume \| Coordenadas \| Diámetro \| \| --------- \| ------------------------------- \| -------- \| \| B \| 47°18′N 172°36′O / 47.3, -172.6 \| 26 km \| \| D \| 46°36′N 170°30′O / 46.6, -170.5 \| 26 km \| \| F \| 45°24′N 169°24′O / 45.4, -169.4 \| 33 km \| \| J \| 43°42′N 170°36′O / 43.7, -170.6 \| 17 km \| |          |
| Guillaume | Coordenadas | Diámetro |
| B         | 47°18′N 172°36′O / 47.3, -172.6 | 26 km    |
| D         | 46°36′N 170°30′O / 46.6, -170.5 | 26 km    |
| F         | 45°24′N 169°24′O / 45.4, -169.4 | 33 km    |
| J         | 43°42′N 170°36′O / 43.7, -170.6 | 17 km    |